# Inside Job (film, 1946)
Pour plus de détails, voir Fiche technique et Distribution.
Inside Job est un film américain réalisé par Jean Yarbrough, sorti en 1946.

## Synopsis
Un ancien détenu, Eddie Norton, aujourd'hui réformé et occupant un emploi honnête dans un grand magasin, est retrouvé par son ancien partenaire, Bart Madden, qui le fait chanter pour qu'il l'aide à voler les recettes du grand magasin. Norton décide de réussir le coup et de prendre tout l'argent pour lui et sa femme, Claire, qui n'est pas au courant de son casier judiciaire. Une nuit, après la fermeture du magasin, Norton perce les coffres et s'empare de près d'un quart de million de dollars et Madden apprend rapidement qu'il s'agit d'une double trahison mais ne parvient pas à trouver Norton qui se cache avec Claire. Norton s'arrange finalement pour être chassé de la ville afin de commencer une nouvelle vie mais quelqu'un informe Madden de l'endroit où il se trouve. Ce dernier arrive à la pension de Norton au moment où le couple est sur le point de partir. Il frappe à la porte de Norton mais un voisin, un policier, arrive au moment critique avec des achats de Noël pour sa famille. Madden se retourne et tire sur l'agent de police qui riposte en blessant Madden qui meurt ensuite.
Claire persuade Norton de sauver la vie du policier même au prix d'être retrouvé par la police et poursuivi en justice.

## Fiche technique
- Titre : Inside Job
- Réalisation : Jean Yarbrough
- Scénario : Tod Browning, George Bricker, Garrett Fort et Jerry Warner
- Photographie : Maury Gertsman
- Montage : Otto Ludwig
- Société de production : Universal Pictures
- Pays d'origine : États-Unis
- Format : Noir et blanc - 1,37:1 - Mono
- Date de sortie : 1946

## Distribution
- Preston Foster : Bart Madden
- Ann Rutherford : Claire Gray Norton
- Alan Curtis : Eddie Norton aka Eddie Mitchell
- Milburn Stone : District Attorney Sutton
- Samuel S. Hinds : Juge Kincaid
- Joe Sawyer : le capitaine de police Thomas
- Marc Lawrence : Donovan
- Howard Freeman : Mr. Winkle
- Oliver Blake : Herman
- Joan Shawlee : Ruth